# كاثرين باريل
كاثرين باريل (بالإنجليزية:Katherine Barrell) هي ممثلة وكاتبة ومنتجة ومخرجة كندية. عرفت بدور الضابط نيكول هوت في السلسلة التلفزيونية وينونا إيرب التي انتجتها قناة ساي فاي

## الحياة الشخصية
ولدت كاثرين في تورونتو في كندا والتحقت بمدرسة أسامبشن الكاثوليكية الثانوية في برلنغتون، أونتاريو حيث ادت في مسرحيتين مدرسيتين ثم كتبت واخرجت أول مسرحية لها، درست المسرح الموسيقي ثم انتقلت إلى كلية جورج براون لدراسة صناعة الأفلام والتمثيل في كلية الإعلام والفنون، وتخرجت في عام 2010.

## أعمال
ادت العديد من الأعمال السينمائية والتلفزيونية وهنا قائمة بالاعمال:
| العام | العنوان        | الدور                |
| ----- | -------------- | -------------------- |
| 2011  | ملكة النوادي ‏  | جوكر                 |
| 2013  | فقدت ووجدت     | ايلين                |
| 2013  | العلاقات بيننا | آمي                  |
| 2013  | مسائل          | راشيل ستيفنز         |
| 2014  | المخيف         | جاكلين جيل           |
| 2015  | النجم الكندي   | كاثرين باريل (نفسها) |
| 2015  | صديقي السابق   | ماري                 |
| 2015  | تعريف الخوف ‏   | فيكتوريا بيرنز       |

| العام       | العنوان                  | الدور            |
| ----------- | ------------------------ | ---------------- |
| 2011        | بو                       | روينا            |
| 2012        | فتاة ضائعة               | مايسي            |
| 2012        | ألغاز مردوخ              | مارلي روزفير     |
| 2012        | كالي كوميديا             | مختلف            |
| 2014        | فتره حكم                 | فتاة خادمة جميلة |
| 2014        | المستمع                  | آليا كنغ         |
| 2014        | ألغاز مردوخ              | روبي روزفير      |
| 2015        | إنقاذ الأمل              | ديكسي كوليسنيك   |
| 2016 - الان | وينونا إيرب              | نيكول هوت        |
| 2016        | عيد الميلاد كسارة البندق | بيث جيمس         |
| 2017 - الان | الأمهات العاملات         | أليسيا رذرفورد   |
| 2017        | ليلة خروج الفتيات        | سادي             |

## وصلات خارجية
- كاثرين باريل على موقع IMDb (الإنجليزية)
- كاثرين باريل على موقع ميتاكريتيك (الإنجليزية)
- كاثرين باريل على موقع روتن توميتوز (الإنجليزية)
- كاثرين باريل على موقع قاعدة بيانات الأفلام العربية
- كاثرين باريل على موقع ألو سيني (الفرنسية)
- كاثرين باريل على موقع تيرنر كلاسيك موفيز (الإنجليزية)
- كاثرين باريل على موقع أول موفي (الإنجليزية)
- كاثرين باريل على موقع قاعدة بيانات الفيلم (الإنجليزية)
- كاثرين باريل على موقع كينوبويسك (الروسية)